# 方涉
方涉（1442年—？），又名方陟，字文進，南京廬州府合肥（今安徽合肥市）人，明朝政治人物、进士出身。

## 生平
早年出身國子生，應天府鄉試第八十名。成化十一年（1475年）乙未科會試第二百二十五名，殿試登進士第三甲第一百零三名。授工科给事中，后官至福建參議。
曾祖父方策，曾任工部郎中。祖父方正，曾任左布政使。父亲方昭。